# Pierre Gilliard
Pierre Gilliard, född 16 maj 1879, död 30 maj 1962, var en schweizisk akademiker och författare.  Han var 1905–1918 lärare i franska för Nikolaj II av Ryssland och tsaritsan Alexandras barn. 
Han följde tsarfamiljen på deras exil i Sibirien under ryska revolutionen, men släpptes fri före avrättningen av tsarfamiljen. 